# Hilmar Lemke
Hilmar Lemke (* 18. März 1940; † 8. März 2020) war ein deutscher Biochemiker und Professor für Immunbiologie an der CAU Kiel.
In seiner Forschung stellte Lemke u. a. Untersuchungen zum „Mechanismus der durch monoklonale IgG-Antikörper maternaler Herkunft induzierten Suppression der IgE-Immunantwort in der Maus“ an. Als Immunologe konnte Lemke u. a. zeigen, wie das Immunsystem des Neugeborenen bereits hochstrukturiert ist und Impulse von der Mutter bekommt. Als nicht-genetische Folge spricht man hier von „Prägung“.